# ソーダ回収ボイラー
ソーダ回収ボイラー（ソーダかいしゅうボイラー、英語：Recovery boiler）とは、製紙工場特有のボイラーでパルプ製造工程で排出される廃液（黒液）を燃料とするボイラーである。単に回収ボイラーや黒液回収ボイラーとも言われる。近年はバイオマスエネルギーとして注目を浴びている。

## 概要
パルプ製造法で大半を占めるクラフトパルプ製造工程において原料となる木材（チップ）に薬品（白液：苛性ソーダ等）を加え、蒸解釜を用いて高温高圧下で蒸煮し繊維をとり出し、繊維分はパルプとして洗浄工程・漂白工程を経て紙の原料として抄紙機（ペーパーマシン）に送られる。
一方で原料から繊維以外の物質（リグニンなど）が薬品（白液）中に溶け出し、廃液（黒液）が発生する。ここで発生する黒液は濃度20%程度なのでこのままでは燃料として利用できず、蒸留器（エバポレーター）を用いて70%程度まで濃縮して濃黒液として燃料として利用できるように加工する。
ここで、濃黒液を燃料としてボイラー炉内に噴射し燃焼させる。一方で「黒液」を燃焼させた後に炉の下部に残渣が残る。これを「緑液」（スメルト）といい水溶性である。これに生石灰を加えることにより、「白液」に戻すことができ、またこれを蒸解工程で再利用することができる。このことが「ソーダ回収ボイラー」との名称の由来であり、ここでの薬品回収率は98%以上に達し新しい薬品の補給は少量で済むという利点を持つ。
また構造も燃料系統以外は水管ボイラー同様なので、発生した蒸気による汽力発電で抄紙機や工場の動力に用いる電力を賄い、さらに圧力の下がった蒸気を抄紙機や塗工機の乾燥工程に用いたり、工場によっては冬場の暖房にも使われている。この回収ボイラーによって工場内で使用するほとんどの電力を賄っている工場も多い。
しかしながら、パルプ製造工程における廃液（黒液）を用いることや、原料（チップ）溶解用の薬品回収が目的でもあることから製紙工場など設置する場所が限られている特殊用途のボイラーであることは言うまでも無い。また黒液中のアルカリ分等によって機器の腐食も激しい。
だが、重油などの化石燃料ではなく製造工程で排出される言わば「廃棄物」が燃料となり、その上製造に関わる薬品も回収できるということから環境に対する負担が少なく、また燃料や製造に関わるコストが低く抑えられるということでパルプ製造設備を持つ製紙工場では必ずと言って良いほど設置されている。